# Agnes (Tochter von Bolesław III.)
Agnes (* 1137; † nach 1182) war eine polnische Prinzessin und Fürstin von Kiew. Sie entstammte dem Adelsgeschlecht der Piasten und heiratete in das Geschlecht der Rurikiden ein.

## Leben
Agnes war eine Tochter des polnischen Herzogs Bolesław III. Schiefmund († 1138) und dessen Ehefrau Salome von Berg. Ihren Namen erhielt sich nach ihrer Tante Agnes, Äbtissin in Quedlinburg und Gandersheim, bzw. nach ihrer Großmutter Agnes von Babenberg. Ihre Mutter berief 1140/1141 ihre Söhne nach Łęczyca, wo unter anderem die Heiratspläne für die damals dreijährige Agnes besprochen wurde. Da der Stiefsohn von Salome und Seniorherzog von Polen Władysław II. zur Tagung nach Łęczyca nicht eingeladen wurde, intervenierte er militärisch im Winter 1142/1143 und machte die Pläne Salomes und seiner Halbbrüder zunichte. Erst nach der Flucht von Władysław II. aus Polen konnte Agnes den Prinzen von Kiew heiraten. Sie wird 1182 das letzte Mal erwähnt.

## Ehe und Familie
Agnes heiratete zwischen 1149 und 1151 Mstislaw II. von Kiew. Sie hatte mit ihrem Ehemann vier Kinder, wobei der älteste Sohn möglicherweise aus einer außerehelichen Beziehung stammt:
- Swiatoslaw
- Roman der Große
- Wsewolod Mstislawitsch
- Wladimir von Brest